# Hernando de Alvarado
Hernando de Alvarado (zm. ok. 1545) – hiszpański konkwistador, porucznik w ekspedycji dowodzonej przez Francisca Coronado, która w latach 40 XVI wieku wyruszyła z Meksyku na północ. 29 sierpnia 1540 roku Alvarado poprowadził samodzielny oddział, który odkrył siedzibę indian Acoma.